# إعلان مراكش
إعلان مراكش هو بيان صدر في يناير 2016 من قبل "أكثر من 250 من القادة الدينيين ورؤساء الدول والعلماء المسلمين"، يناصر "الدفاع عن حقوق الأقليات الدينية في البلدان ذات الغالبية المسلمة". جاء الإعلان في المغرب وشارك في المؤتمر "ممثلو الطوائف الدينية - بما في ذلك الكلدان الكاثوليك من العراق". وقد تمت الدعوة للمؤتمر، الذي تم فيه التوقيع على إعلان مراكش، ردًا على اضطهاد الأقليات الدينية، مثل المسيحيين واليزيديين، من قبل داعش. يعتمد إعلان مراكش على مصادر إسلامية تاريخية مثل صحيفة المدينة. صرح العاهل المغربي محمد السادس "نحن في المملكة المغربية لن نتسامح مع انتهاك حقوق الأقليات الدينية باسم الإسلام.... إني أقوم بتمكين المسيحيين واليهود من ممارسة عقيدتهم وليس كأقليات فقط. بل إنهم يخدمون في الحكومة".

## ردود الفعل
وقد لقي الإعلان ترحيبا واسعا. دعا بعض المعلقين إلى متابعة قانونية وعملية متسقة من خلال المشاعر التي تم التعبير عنها بما في ذلك في الدولة التي تم فيها صياغة الإعلان.

## روابط خارجية
- إعلان مراكش